# Nưa Vân Nam
Nưa Vân Nam (danh pháp khoa học: Amorphophallus yunnanensis) là một loài thực vật có hoa trong họ Ráy (Araceae). Loài này được Engl. mô tả khoa học đầu tiên năm 1911.